# Soullans

Soullans este o comună în departamentul Vendée, Franța. În 2009 avea o populație de 4,058 de locuitori.